# Вракуповица
Враку̀повица е село в Югозападна България, община Струмяни, област Благоевград. Селото е в България от 1912 г. в резултат от Балканската война.

## Население

### Етнически състав
Преброяване на населението през 2011 г.
Численост и дял на етническите групи според преброяването на населението през 2011 г.:
|                     | Численост |
| Общо                | 23        |
| Българи             | 23        |
| Турци               | -         |
| Цигани              | -         |
| Други               | -         |
| Не се самоопределят | -         |
| Неотговорили        | -         |

## География
Село Вракуповица се намира на около 38 km южно от областния център Благоевград и около 11 km запад-северозападно от общинския център Струмяни. Разположено е в Малешевска планина, по левия (северния) долинен склон на един от левите притоци на Горемска река, ляв приток на Цапаревска река, която е ляв приток на река Струма). Надморската височина е в интервала около 875 m в северозападния край на селото и около 825 m в югоизточния му край при реката.
Общински път без асфалтова настилка води на югоизток от Вракуповица през село Кърпелево до село Каменица и връзка с третокласния републикански път III-1082 след него.
Землището на село Вракуповица граничи със землищата на: село Горна Крушица на север; село Кърпелево на изток, юг и югозапад; село Гореме на северозапад.
В землището на Вракуповица има два язовира.
Населението на село Вракуповица, наброявало 273 души при преброяването към 1934 г. и 279 към 1956 г., намалява до 80 към 1985 г. и 6 (по текущата демографска статистика за населението) към 2020 г.
При преброяването на населението към 1 февруари 2011 г., от обща численост 23 лица, за 23 лица е посочена принадлежност към „българска“ етническа група.

## История
В „Етнография на вилаетите Адрианопол, Монастир и Салоника“, издадена в Константинопол в 1878 година и отразяваща статистиката на населението от 1873 година, Вракуповица (Vrakoupovitza) е посочено като село с 27 домакинства и 90 жители българи.
Съгласно известната статистика на Васил Кънчов към 1900 година в селото живеят 180 души българи християни.
При избухването на Балканската война в 1912 година четири души от Вракуповица са доброволци в Македоно-одринското опълчение.

## Личности
Родени във Вракуповица
- Иван Дончев, доброволец в четата на Иван Атанасов – Инджето през Сръбско-българската война в 1885 година[10]